# Fußball-Europameisterschaft 2016/Island
Dieser Artikel behandelt die isländische Nationalmannschaft bei der Fußball-Europameisterschaft 2016 in Frankreich. Für die isländische Männermannschaft war es die erste Teilnahme an einem großen Fußballturnier, die Isländerinnen haben dagegen bereits zweimal an der Fußball-Europameisterschaft der Frauen teilgenommen.

## Qualifikation

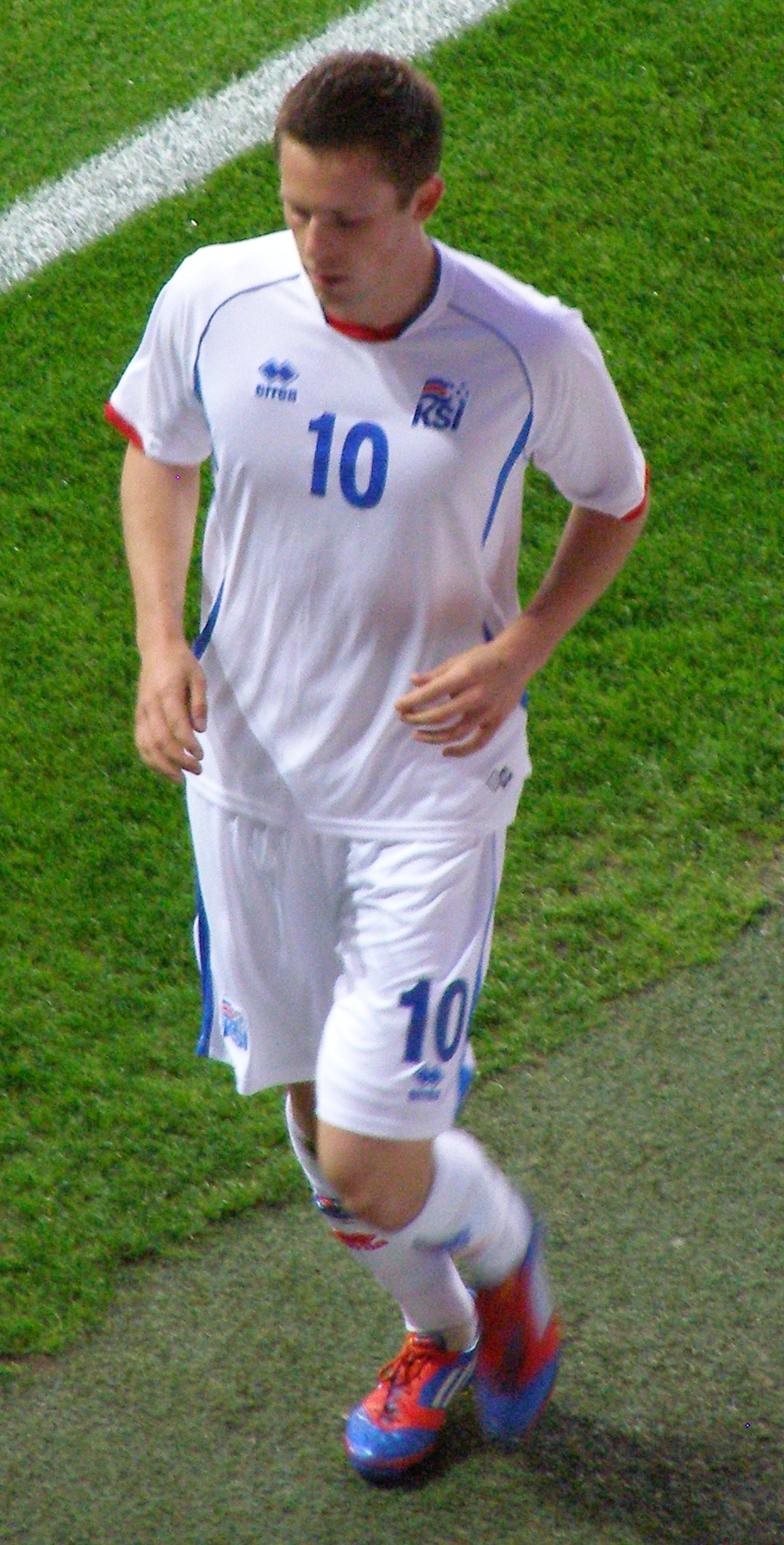
Gylfi Sigurðsson, bester Torschütze der Isländer in der Qualifikation

Island absolvierte die Qualifikation zur Europameisterschaft in der Gruppe A und hatte dabei zum Spiel in Kasachstan die längste Anreise aller Teilnehmer zu bewältigen. Die Isländer setzten sich gleich am ersten Spieltag mit einem 3:0 gegen die höher gehandelten Türken an die Tabellenspitze und gaben diese auch danach zunächst nicht ab, da ihnen im Heimspiel gegen den WM-Dritten Niederlande erstmals ein Sieg gegen die Niederländer gelang. Erst am vierten Spieltag mussten sie durch die Niederlage bei den punktgleichen Tschechen den Platz an der Tabellenspitze räumen, aber erst durch ein Eigentor von Jón Daði Böðvarsson, der das erste Qualifikationstor dieser Runde für die Isländer erzielt hatte. Durch drei folgende Siege, darunter im Rückspiel gegen die Tschechen und in den Niederlanden, übernahmen sie aber wieder die Tabellenführung. Zwar verloren sie diese durch ein torloses Remis im Heimspiel gegen die Kasachen wieder, aber mit dem 0:0 waren sie erstmals für die EM-Endrunde qualifiziert. Das folgende 2:2 gegen Lettland in der Euphorie der erfolgreichen Qualifikation und die 0:1-Niederlage in der Türkei in den Schlussminuten hatte für die Isländer dann keine schwerwiegenden Konsequenzen mehr, den Türken brachte sie aber als bestem Gruppendrittem die direkte Qualifikation, während die Niederländer als Gruppenvierter erstmals seit 1984 wieder die Endrunde verpassten. Insgesamt setzte Trainer Lars Lagerbäck nur 20 Spieler ein, davon Ari Freyr Skúlason, Birkir Bjarnason, Gylfi Sigurðsson, Kári Árnason, Kolbeinn Sigþórsson und Ragnar Sigurðsson in allen zehn Spielen. Bester Torschütze war Gylfi Sigurðsson mit sechs Toren. Ein Tor steuerte auch der 36-jährige Rekordtorschütze Eiður Guðjohnsen beim ersten Sieg im ersten Spiel gegen Kasachstan bei, womit er erstmals seit fünfeinhalb Jahren wieder ein Tor erzielte und seinen Rekord auf 25 Tore ausbaute.
Im Laufe der Qualifikation kletterten die Isländer von Platz 46 der FIFA-Weltrangliste zwischenzeitlich auf Platz 23, fielen danach aber wieder auf Platz 36 zurück.

### Spiele
Alle Resultate aus isländischer Sicht.
| Datum      | Spielort                            | Gegner      | Ergebnis  | Torschützen |
| ---------- | ----------------------------------- | ----------- | --------- | --- |
| 09.09.2014 | Laugardalsvöllur, Reykjavík         | Türkei      | 3:0 (1:0) | 1:0 Jón Daði Böðvarsson (18.), 2:0 Gylfi Sigurðsson (76.), 3:0 Kolbeinn Sigþórsson (77.)                        |
| 10.10.2014 | Skonto-Stadion, Riga (Lettland)     | Lettland    | 3:0 (0:0) | 1:0 Gylfi Sigurðsson (66.), 2:0 Aron Gunnarsson (77.), 3:0 Rúrik Gíslason (90.)                                 |
| 13.10.2014 | Laugardalsvöllur, Reykjavík         | Niederlande | 2:0 (2:0) | 1:0, 2:0 Gylfi Sigurðsson (10./Elfmeter, 42.)                                                                   |
| 16.11.2014 | Doosan Arena, Pilsen (CZE)          | Tschechien  | 1:2 (1:1) | 1:0 Ragnar Sigurðsson (9.), 1:1 Pavel Kadeřábek (45.+1′), 1:2 Jón Daði Böðvarsson (61./Eigentor)                |
| 28.03.2015 | Astana Arena, Astana (KAZ)          | Kasachstan  | 3:0 (2:0) | 1:0 Eiður Guðjohnsen (20.), 2:0 Birkir Bjarnason (32., 90.+1′)                                                  |
| 12.06.2015 | Laugardalsvöllur, Reykjavík         | Tschechien  | 2:1 (0:0) | 0:1 Bořek Dočkal (55.), 1:1 Aron Gunnarsson (60.), 2:1 Kolbeinn Sigþórsson (76.)                                |
| 03.09.2015 | Amsterdam Arena, Amsterdam (NLD)    | Niederlande | 1:0 (0:0) | 1:0 Gylfi Sigurðsson (51./Elfmeter)                                                                             |
| 06.09.2015 | Laugardalsvöllur, Reykjavík         | Kasachstan  | 0:0       | |
| 10.10.2015 | Laugardalsvöllur, Reykjavík         | Lettland    | 2:2 (2:0) | 1:0 Kolbeinn Sigþórsson (5.), 2:0 Gylfi Sigurðsson (27.), 2:1 Aleksandrs Cauņa (49.), 2:2 Valērijs Šabala (68.) |
| 13.10.2015 | Konya Büyükşehir Stadı, Konya (TUR) | Türkei      | 0:1 (0:1) | 0:1 Selçuk İnan (89.)                                                                                           |

### Tabelle
| Pl.                     | Land        | Sp. | S | U | N | Tore    | Diff. | Punkte |
| ----------------------- | ----------- | --- | - | - | - | ------- | ----- | ------ |
| 1.                      | Tschechien  | 10  | 7 | 1 | 2 | 019:140 | +5    | 22     |
| 2.                      | Island      | 10  | 6 | 2 | 2 | 017:600 | +11   | 20     |
| 3.                      | Türkei      | 10  | 5 | 3 | 2 | 014:900 | +5    | 18     |
| 4.                      | Niederlande | 10  | 4 | 1 | 5 | 017:140 | +3    | 13     |
| 5.                      | Kasachstan  | 10  | 1 | 2 | 7 | 007:180 | −11   | 05     |
| 6.                      | Lettland    | 10  | 0 | 5 | 5 | 006:190 | −13   | 05     |
| Stand: 13. Oktober 2015 |             |     |   |   |   |         |       |        |

## Vorbereitung
Nach dem Ende der Qualifikation verloren die Isländer zwei Freundschaftsspiele gegen die EM-Teilnehmer Polen (2:4 am 13. November in Warschau) und Slowakei (1:3 am 17. November in Žilina). Weitere Testspiele wurden im Januar 2016 auf der arabischen Halbinsel bestritten, wo Island am 13. mit 1:0 in Abu Dhabi gegen Finnland gewann, drei Tage später aber in Dubai mit 1:2 gegen die Vereinigten Arabischen Emirate verlor. Ende Januar folgte eine 2:3-Niederlage gegen die USA im kalifornischen Carson. In der weiteren Vorbereitung spielten die Isländer gegen Mannschaften, die sich nicht für die Endrunde qualifiziert hatten. Am 24. und 29. März fanden Spiele gegen Dänemark (1:2) in Herning und Griechenland in Piräus (3:2, nach 0:2-Rückstand) statt. In der unmittelbaren EM-Vorbereitung verloren die Isländer am 1. Juni in Oslo gegen Norwegen (2:3) und gewannen fünf Tage später im Laugardalsvöllur gegen Liechtenstein mit 4:0. Dabei erzielte Birkir Már Sævarsson sein erstes Länderspieltor und der 37-jährige Rekordtorschütze Eiður Guðjohnsen den 4:0-Endstand.

## Kader
Der Kader wurde am 9. Mai bekannt gegeben. Die Spieler kamen von 22 Vereinen aus 11 Ländern bzw. 14 Ligen, dabei stellte nur Hammarby IF zwei Spieler. Fünf Spieler spielten derzeit zweitklassig und keiner in isländischen Ligen, damit gehörte Island neben Wales, Nordirland und Irland zu den vier Mannschaften bei der EURO 2016, die ohne Spieler aus heimischen Ligen antraten.
| Trikot- Nr. | Name                      | Verein               | Geburts- datum | Länderspiel- einsätze | Länderspiel- tore | Debüt    | Letzter Einsatz | Anzahl der Spiele | Tor      | Gelbe Karte | Gelb-Rote Karte | Rote Karte |
| Torhüter    | Torhüter                  | Torhüter             | Torhüter       | Torhüter              | Torhüter          | Torhüter | Torhüter        | Torhüter          | Torhüter | Torhüter    | Torhüter        | Torhüter   |
| ----------- | ------------------------- | -------------------- | -------------- | --------------------- | ----------------- | -------- | --------------- | ----------------- | -------- | ----------- | --------------- | ---------- |
| 01          | Hannes Þór Halldórsson    | FK Bodø/Glimt        | 27. Apr. 1984  | 37                    | 0                 | 2011     | 27. Juni 2016   | 5                 |          | 1           |                 |            |
| 12          | Ögmundur Kristinsson      | Hammarby IF          | 19. Juni 1989  | 11                    | 0                 | 2014     | 1. Juni 2016    |                   |          |             |                 |            |
| 13          | Ingvar Jónsson            | Sandefjord Fotball   | 18. Okt. 1989  | 5                     | 0                 | 2014     | 1. Juni 2016    |                   |          |             |                 |            |
| Abwehr      |                           |                      |                |                       |                   |          |                 |                   |          |             |                 |            |
| 02          | Birkir Már Sævarsson      | Hammarby IF          | 11. Nov. 1984  | 61                    | 1                 | 2007     | 27. Juni 2016   | 5                 |          | 1           |                 |            |
| 03          | Haukur Heiðar Hauksson    | AIK Solna            | 1. Sep. 1991   | 7                     | 0                 | 2015     | 1. Juni 2016    |                   |          |             |                 |            |
| 04          | Hjörtur Hermannsson       | IFK Göteborg         | 8. Feb. 1995   | 3                     | 0                 | 2016     | 6. Juni 2016    |                   |          |             |                 |            |
| 05          | Sverrir Ingi Ingason      | Sporting Lokeren     | 5. Aug. 1993   | 7                     | 2                 | 2014     | 22. Juni 2016   | 2                 |          |             |                 |            |
| 06          | Ragnar Sigurðsson         | FK Krasnodar         | 19. Juni 1986  | 60                    | 2                 | 2007     | 27. Juni 2016   | 5                 | 1        |             |                 |            |
| 18          | Theódór Elmar Bjarnason   | Aarhus GF            | 4. März 1987   | 30                    | 0                 | 2007     | 27. Juni 2016   | 3                 |          |             |                 |            |
| 19          | Hörður Björgvin Magnússon | AC Cesena            | 11. Feb. 1993  | 5                     | 0                 | 2014     | 6. Juni 2016    |                   |          |             |                 |            |
| 21          | Arnór Ingvi Traustason    | IFK Norrköping       | 30. Apr. 1993  | 9                     | 4                 | 2015     | 27. Juni 2016   | 2                 | 1        |             |                 |            |
| 23          | Ari Freyr Skúlason        | Odense BK            | 14. Mai 1987   | 42                    | 0                 | 2009     | 27. Juni 2016   | 5                 |          | 1           |                 |            |
| Mittelfeld  |                           |                      |                |                       |                   |          |                 |                   |          |             |                 |            |
| 08          | Birkir Bjarnason          | FC Basel             | 27. Mai 1988   | 51                    | 7                 | 2010     | 27. Juni 2016   | 5                 | 2        | 2           |                 |            |
| 10          | Gylfi Sigurðsson          | Swansea City         | 8. Sep. 1989   | 43                    | 14                | 2010     | 27. Juni 2016   | 5                 | 1        | 1           |                 |            |
| 14          | Kári Árnason              | Malmö FF             | 13. Okt. 1982  | 51                    | 2                 | 2005     | 27. Juni 2016   | 5                 |          | 1           |                 |            |
| 16          | Rúnar Már Sigurjónsson    | GIF Sundsvall        | 18. Juni 1990  | 11                    | 1                 | 2012     | 6. Juni 2016    |                   |          |             |                 |            |
| 17          | Aron Gunnarsson           | Cardiff City         | 22. Apr. 1989  | 63                    | 2                 | 2008     | 27. Juni 2016   | 5                 |          | 1           |                 |            |
| 20          | Emil Hallfreðsson         | Udinese Calcio       | 29. Juni 1984  | 55                    | 1                 | 2005     | 18. Juni 2016   | 1                 |          |             |                 |            |
| Angriff     |                           |                      |                |                       |                   |          |                 |                   |          |             |                 |            |
| 07          | Jóhann Berg Guðmundsson   | Charlton Athletic    | 27. Okt. 1990  | 51                    | 4                 | 2008     | 27. Juni 2016   | 5                 |          | 1           |                 |            |
| 09          | Kolbeinn Sigþórsson       | FC Nantes            | 14. März 1990  | 43                    | 21                | 2010     | 27. Juni 2016   | 5                 | 2        | 1           |                 |            |
| 11          | Alfreð Finnbogason        | FC Augsburg          | 1. Feb. 1989   | 36                    | 8                 | 2010     | 18. Juni 2016   | 3                 |          | 2           |                 |            |
| 15          | Jón Daði Böðvarsson       | 1. FC Kaiserslautern | 25. Mai 1992   | 25                    | 2                 | 2012     | 27. Juni 2016   | 5                 | 1        |             |                 |            |
| 22          | Eiður Guðjohnsen          | Molde FK             | 15. Sep. 1978  | 87                    | 26                | 1996     | 18. Juni 2016   | 2                 |          |             |                 |            |
| Trainer     |                           |                      |                |                       |                   |          |                 |                   |          |             |                 |            |
|             | Lars Lagerbäck            |                      | 16. Juli 1948  |                       |                   |          |                 |                   |          |             |                 |            |
|             | Heimir Hallgrímsson       |                      | 10. Juni 1967  |                       |                   |          |                 |                   |          |             |                 |            |

Anmerkungen:
1. 1 2  Stand: 27. Juni 2016 (Quelle)

## Endrunde
Bei der am 12. Dezember 2015 stattgefundenen Auslosung der sechs Endrundengruppen war Island Topf 4 zugeteilt und wurde der Gruppe F mit Portugal zugelost. Weitere Gegner waren Österreich und Ungarn. Gegen alle drei hatte Island eine negative Bilanz. Gegen Portugal gab es zuvor erst zwei Spiele in der Qualifikation für die letzte EM, die beide verloren wurden. Gegen Österreich gab es vor der EM eine Niederlage und zwei Remis, zuletzt am 30. Mai 2014. Gegen die Ungarn gab es vor der EM bereits drei Siege – in den 1990er Jahren –, aber sieben Niederlagen, zuletzt im August 2011. Die Isländer begannen mit einem 1:1 gegen Portugal, erreichten gegen Ungarn ebenfalls ein 1:1 und gewannen gegen Österreich durch ein Tor in der Nachspielzeit mit 2:1. Damit wurden sie Gruppenzweiter und trafen im Achtelfinale auf England. Gegen die Engländer gab es erst zwei Länderspiele: 1982 trennte man sich bei einem Freundschaftsspiel mit 1:1, 2004 verloren die Isländer bei einem kleinen Turnier, an dem noch Japan teilnahm, mit 1:6. Vom damaligen Spiel stehen nur noch die Rekordtorschützen Eiður Guðjohnsen und Wayne Rooney in den beiden Kadern. Rooney brachte die Engländer zwar nach wenigen Minuten durch einen Strafstoß nach einer unbedachten Aktion des isländischen Torhüters im Strafraum in Führung, Ragnar Sigurðsson konnte aber umgehend ausgleichen. 12 Minuten später erzielte Kolbeinn Sigþórsson das Führungstor für Island, das die Isländer bis zum Schluss verteidigten. Nach dem Erfolg über England war im Viertelfinale Gastgeber Frankreich der nächste Gegner. Gegen die Franzosen gab es in zuvor 11 Spielen noch keinen Sieg bei drei Remis und acht Niederlagen. Beim letzten Spiel im Mai 2012 verloren sie nach 2:0-Führung mit 2:3 durch Tore in den Schlussminuten. Die Isländer gerieten bereits in der 12. Minute mit 0:1 in Rückstand und kassierten noch vor der Halbzeitpause drei weitere Tore. In der zweiten Halbzeit gaben sie sich nicht auf und drängten auf den Anschlusstreffer. Sie wurden zwar für ihre Bemühungen durch das zweite Turniertor von Kolbeinn Sigþórsson belohnt, kassierten aber wenige Minuten später das fünfte Gegentor. Auch danach griffen sie wieder an und hatten gute Torchancen. In der 84. Minute gelang dann Birkir Bjarnason mit seinem ebenfalls zweiten Turniertor nochmals eine Ergebniskorrektur. Nach Spielende wurden die Isländer von ihren zahlreich angereisten Fans im Stadion trotz des Ausscheidens gefeiert. Ebenso wurden sie bei ihrer Rückkehr nach Island gefeiert.
Durch die EM-Spiele gewann Island in der FIFA-Weltrangliste 120 Punkte und zwölf Plätze und erreichte mit Platz 22 seine bisher beste Platzierung.
Bekannt wurden die Gewinne der Isländer durch den sogenannten Viking Clap, einem rhythmischen Klatschen, bei dem "Hu" gerufen wird.

### Gruppenphase
| Pl. | Land       | Sp. | S | U | N | Tore    | Diff. | Punkte |
| --- | ---------- | --- | - | - | - | ------- | ----- | ------ |
| 1.  | Ungarn     | 3   | 1 | 2 | 0 | 006:400 | +2    | 05     |
| 2.  | Island     | 3   | 1 | 2 | 0 | 004:300 | +1    | 05     |
| 3.  | Portugal   | 3   | 0 | 3 | 0 | 004:400 | ±0    | 03     |
| 4.  | Österreich | 3   | 0 | 1 | 2 | 001:400 | −3    | 01     |

|                                                  |   |            |           |
| Di., 14. Juni 2016 um 21:00 Uhr in Saint-Étienne |   |            |           |
| Portugal                                         | – | Island     | 1:1 (1:0) |
| Sa., 18. Juni 2016 um 18:00 Uhr in Marseille     |   |            |           |
| Island                                           | – | Ungarn     | 1:1 (1:0) |
| Mi., 22. Juni 2016 um 18:00 Uhr in Saint-Denis   |   |            |           |
| Island                                           | – | Österreich | 2:1 (1:0) |

### K.-o.-Runde
|                                                             |   |        |           |
| Achtelfinale Mo., 27. Juni 2016 um 21:00 Uhr in Nizza       |   |        |           |
| England                                                     | – | Island | 1:2 (1:2) |
| Viertelfinale So., 3. Juli 2016 um 21:00 Uhr in Saint-Denis |   |        |           |
| Frankreich                                                  | – | Island | 5:2 (4:0) |